# 小出城
小出城（こいでじょう）または小井出城（読み同じ）は、現在の富山県富山市水橋小出にあたる越中国新川郡小出にあった日本の城（平城）。とやま城郭カードNo.57。

## 規模
小出神社周辺にあったとする言い伝えはあったが、長らくその正確な場所は不明だった。しかし、近年の発掘調査で神社の北側に隣接する形で堀が見つかり、その中から戦国期の特徴を持つ数々の漆器や陶磁器、下駄、薙刀の一部、木簡、曲物、鉛製・土製の鉄砲玉などが出土し、「小出城」の遺構であることが確認された。全貌が明らかになったわけではないが、内堀と外堀を有していたと考えられ、城域は南北約200メートル、東西約80メートルと推定され、富山県下では有数の規模であったと推定されている。何らかの火災に巻き込まれた跡があるが、戦火の痕跡かは不明。その他に天正大地震の痕跡も見つかっている。平城ではあったが、『越登賀三州志』によると、西は小出川（現在の白岩川）、その他三方を沼地に囲まれた要害であった。

## 歴史
この一帯を支配していた国人、唐人（かろうど）氏の居城であった。唐人氏はその名が示す通り大陸由来の氏族と思われる。越後長尾氏と従属関係にあった越中国松倉城主椎名長常に仕えていた式部大輔唐人兵庫によって築かれた。当時椎名氏は東へと勢力を拡大しつつあった神保長職と激しく争っており、その攻防は主に小出川を挟んで繰り広げられていた。小出城はその最前線に位置しており、椎名側にとって川を挟んで神保側の越中国鶯野城と睨み合う、防衛上重要な拠点であった。一時期揖斐庄（弓庄）助五郎という者が拠点としていたが上杉謙信に攻略され、以後は上杉方と織田信長との攻防の舞台となった（現地案内板より抜粋）。廃城年代は定かではないが、富山の役の後にはその役目を終えていたと思われる。しかし、発掘調査により江戸時代にも何らかの施設が建てられ使用されていた形跡が認められている。

## 年表
- 天文14年（1545年）唐人兵庫が越後国守護代長尾為景に敗れ、ここに居を構えたのが始まりと言われるが、為景が死去したと思われる時期よりもいくらか後のことでもあり、疑問が持たれる。
- 永禄9年（1566年）、揖美庄（弓庄）助五郎が小出城を拠点としていたが、謙信に攻め落とされた。この後唐人親広が拠点としていたと思われる。助五郎については不明だが、苗字からして越中国弓庄城を治めていた土肥氏の家臣か、もしくはその周辺に住んでいた地侍で一向一揆～神保氏関連の人物か。
- 元亀3年（1572年）、一向一揆が蜂起し、神保氏の越中国富山城を落とす。この時親広は神保方にいたが、親広が一揆方の調略に応じたために落城したという（『見聞雑録』）。
- 元亀4年（1573年）、謙信によって富山城が落城。親広は上杉方に臣従したと思われる。
- 天正4年（1576年）、謙信、能登国へ侵攻し畠山氏と争う。親広も従軍して平子和泉守、轡田肥後守と共に能登国甲山城将となる。
- 天正5年（1577年）12月23日に書かれたとみられる『上杉家家中名字尽』には親広の名がない。このことは当時親広が「小出城主」という立場ではなかった事を窺わせるものであり、小出城は実質的に上杉方の譜代の家臣であり椎名家を継いだ長尾（椎名）景直の管轄にあり、親広は景直の配下という立場であったと思われる。
- 天正6年（1578年）3月13日、謙信死去。親広は越中国願海寺城主寺崎盛永や越中国木舟城主石黒成綱らと同様織田方へ寝返った。親広は御館の乱の余波で上杉家を離反し神保長住に従っていた景直の配下となる。
- 天正9年（1581年）3月、越中国の平定を進めていた佐々成政、神保長住が御馬揃のために京へ赴いている隙に、上杉家臣で越中国松倉城主河田長親が兵を率いて小出城を攻める。成政配下の侍大将で城主の久世但馬守がよく持ちこたえ、かつ沼地に手こずるなどして上杉方が攻めあぐねている間に成政らが帰還。両者は現在の富山県富山市新庄辺りで戦った。戦いは織田方の勝利に終わり、敗れた長親は松倉城へと撤退した（荒川の戦い）。この時の親広の動向は不明。
- 天正10年（1582年）2月、親広が小島職鎮らと返り忠を働き越中国富山城を急襲。長住を幽閉するが、柴田勝家らに包囲されて退去した。親広は後に直江兼続の配下として越中攻めの先鋒を務めたり、また上杉家の砲術指南役を務めるなど活躍し、越後国能生で死去している。
- 同年6月、本能寺の変。織田方の混乱に乗じて上杉方の須田満親が小出城を奪取。
- 天正11年（1583年）2月、満親が拠点としていた越中国魚津城を成政が包囲。満親は魚津城と小出城を明け渡すことを条件に開城、退去した。
- 同月、成政の支配に抵抗していた越中国弓庄城城主土肥政繁が小出城と越中国新庄城を攻め落とした。しかし維持する力は無く、まもなく撤退した。
- 天正13年（1585年）8月、富山の役。成政が豊臣秀吉に降伏。前田利家の嫡子・利長が越中国の4郡のうち砺波・射水・婦負の3郡を与えられる。
- 文禄4年（1595年）、蒲生騒動により、残る新川郡も前田利長に加増。青山氏が上杉家の越中衆から城を受け取る。
- 慶長20年閏6月（1615年8月）、一国一城令により廃城。

## 現在
発掘された箇所は既に埋め戻されていて、当時の形跡はない。案内板があるだけである。